# NGC 4922
NGC 4922 (auch NGC 4922 A oder NGC 4922-1 genannt) ist eine 13,24 mag helle Elliptische Galaxie mit aktivem Galaxienkern vom Hubble-Typ „E0“ im Sternbild Haar der Berenike am Nordsternhimmel. Sie ist schätzungsweise 317 Millionen Lichtjahre von der Milchstraße entfernt und hat einen Durchmesser von etwa 120.000 Lj.
Die Galaxie gehört zum Coma-Galaxienhaufen und bildet mit dem Nicht-NGC-Objekt PGC 86794 (auch NGC 4922 B oder NGC 4922-2 genannt) ein gravitativ gebundenes Galaxienpaar.
Im selben Himmelsareal befinden sich u. a. die Galaxien IC 842, IC 843, IC 4032, IC 4088.
Das Objekt wurde am 19. April 1865 von Heinrich Louis d’Arrest entdeckt, der dabei „pretty bright, small, round, a little brighter towards the middle, with a star of 11th or 12th magnitude following“ notierte.